# 訃報 1996年
訃報 1996年（ふほう 1996ねん）は、1996年（平成8年）中に物故した人物をまとめたものである。詳細は月別訃報記事を参照のこと。

## 月別の訃報記事一覧
- 訃報 1996年1月
- 訃報 1996年2月
- 訃報 1996年3月
- 訃報 1996年4月
- 訃報 1996年5月
- 訃報 1996年6月
- 訃報 1996年7月
- 訃報 1996年8月
- 訃報 1996年9月
- 訃報 1996年10月
- 訃報 1996年11月
- 訃報 1996年12月

## 関連書籍
- 『現代物故者事典（1994 - 1996）』日外アソシエーツ、1997年3月21日。ISBN 978-4-8169-1412-6。